# Don Pritchard
Donald Carlton „Don” Pritchard (ur. 22 grudnia 1922 w Nassau, zm. w 1976) – bahamski prezenter radiowy  i żeglarz.
Pracował w aptece. Za sprawą Harcourta Bethela został prezenterem radia ZNS (pierwszej rozgłośni radiowej na Bahamach) – był pierwszym bahamskim prezenterem tej stacji. Ponadto był solistą grupy wokalnej „The Four Clubmen”, regularnie występującej w audycjach stacji ZNS.
Wziął udział w Letnich Igrzyskach Olimpijskich 1952. Wystartował w klasie 5.5, zajmując 15. miejsce. Z załogantami wyprzedził wyłącznie ekipę radziecką (oprócz niego drużynę stanowili: Basil Kelly, Basil McKinney i Godfrey Higgs). W 1951 roku zajął 11. miejsce na mistrzostwach świata w klasie Star (partnerem był Durward Knowles).